# (29824) Kalmančok
(29824) Kalmančok est un astéroïde de la ceinture principale.

## Description
(29824) Kalmancok est un astéroïde de la ceinture principale. Il fut découvert le 23 février 1999 à Modra par Leonard Kornoš et Juraj Tóth. Il présente une orbite caractérisée par un demi-grand axe de 3,17 UA, une excentricité de 0,16 et une inclinaison de 2,5° par rapport à l'écliptique.

## Compléments